# Медаль «Золота Зірка»
Медаль «Золота Зірка» — медаль, впроваджена Указом Президії Верховної Ради СРСР «Про додаткові відзнаки Героїв Радянського Союзу» від 1 серпня 1939 року. Статті 1 та 2 Наказу проголошували, що «…з метою особливої відзнаки громадян, вшанованих званням Героя Радянського Союзу впроваджується медаль „Герой Радянського Союзу“», котра «…вручається одночасно з присвоєнням звання Героя Радянського Союзу та врученням ордена Леніна». Статті 3 та 4 цього наказу, згідно з якими звання Герою Радянського Союзу могло бути присвоєним не більше трьох разів, автоматично обмежували максимальну кількість нагороджень медаллю «Герой Радянського Союзу» числом 3.

## Опис медалі
Опис медалі було затверджено Наказом від 16 листопада 1939 року, котрий також змінив назву медалі: з цього моменту вона стала називатись «Медаль „Золота Зірка“» (в період з 01.08.1939 до 16.10.1939 звання Героя Радянського Союзу не присвоювалось, тому під первинною назвою медаль не видавалась). Медаль виготовлялась із золота 950-ї проби, мала форму п'ятипроменевої зірки з променями довжиною 15 мм. З лицевого боку промені двогранні, поліровані. Зворотний бік медалі гладкий, облямований випуклим ободком, з написом випуклими літерами 4×2 міліметри «Герой СССР» та номером медалі в верхньому промені (цифрами висотою 1,25 мм). На верхньому промені — вушко для прикріплення за допомогою кільця до позолоченої прямокутної колодки, яка являє собою прямокутну пластину висотою 15 мм та шириною 19,5 мм, з рамками у верхній та нижній частинах, обтягнутої червоною муаровою (згодом — шовковою) стрічкою шириною 20 мм. Колодка має на зворотному боці гвинтовий штифт з гайкою для прикріплення до одягу. Колодка медалі виконана з срібла. Золотого вмісту в медалі 20,521 ± 0,903 г, срібного вмісту 12,186 ± 0,927 г. Вага медалі без колодки — 21,5 г. Загальна вага медалі — 34,264 ± 1,5 г.
В повоєнний період Героям Радянського Союзу при нагородженні видавались також копії медалі «Золота Зірка» з недорогоцінних металів для носіння на повсякденному одязі.
Автор ескізу медалі — художник Дубасов Іван Іванович
Напис «Герой СССР» віддзеркалює первинну назву медалі і пов'язаний з тим, що її виготовлення почалося ще до наказу від 16.10.1939, який змінив назву. В такому вигляді медаль «Золота Зірка» виготовлялась до розпаду СРСР.

## Нагородження
Видача медалі здійснювалась по порядку присвоєння звання Герой Радянського Союзу, в тому числі тим особам, кому дане звання було присвоєне до впровадження медалі «Золота Зірка»; при цьому номер медалі відповідав номеру грамоти Центрального Виконавчого Комітету ВКП(б) або Президії Верховної Ради СРСР.
Найбільшою кількістю медалей «Золота Зірка», а саме чотирма, було нагороджено Маршала Радянського Союзу Г. К. Жукова (нагороджений в 1939, 1944, 1945 та 1956 рр.; останній раз — з порушенням статуту нагороди) та Маршала Радянського Союзу Л. І. Брежнєва (нагороджений в 1966, 1976, 1978 та 1981 рр.). На момент присвоєння останньому четвертого звання Героя Радянського Союзу і видачі четвертої Золотої Зірки обмеження щодо триразового присвоєння даного звання та видачі медалі «Золота Зірка» було знято (наказом від 14.05.1973), тож, на відміну від Г. К. Жукова, формально Л. І. Брежнєв отримав всі чотири «Золоті Зірки» законним чином.